# إدوارد بارسيك
إدوارد بارسيك (بالبولندية: Edward Barcik) مواليد 31 مايو 1950 في بولندا، هو دراج بولندي سابق. سبق أن شارك في دورة الألعاب الأولمبية الصيفية وفاز بميدالية أولمبية.

## الميداليات
| الميدالية | المسابقة                       |
| --------- | ------------------------------ |
| فضية      | الألعاب الأولمبية الصيفية 1972 |

## روابط خارجية
- إدوارد بارسيك على موقع أرشيف الدراجات (الإنجليزية)
- إدوارد بارسيك على موقع إحصائيات الدراجات الإحترافية (الإنجليزية)
- إدوارد بارسيك على موقع أوليمبيديا (الإنجليزية)
- إدوارد بارسيك على موقع اللجنة الأولمبية البولندية (مؤرشف) (البولندية)